# Коллинсон, Питер (режиссёр)
Питер Коллинсон (англ. Peter Collinson; 1 апреля 1936, Линкольншир — 16 декабря 1980, Лос-Анджелес) — британский кинорежиссёр. Наиболее известен своим фильмом «Ограбление по-итальянски» (1969), занявшем 36 место в списке 100 лучших британских фильмов за 100 лет по версии BFI.

## Фильмография
- Sergeant Cork (1964)
- The Sullavan Brothers (1964)
- The Plane Makers (1964)
- Drama 61-67 (1965)
- Love Story (1964—1965)
- The Informer (1966)
- The Penthouse (1967)
- Up the Junction (1968)
- The Long Day's Dying (1968)
- The Italian Job (1969)
- You Can't Win 'Em All (1970)
- Fright (1971)
- Innocent Bystanders (1972)
- The Man Called Noon (1973)
- Open Season (1974)
- And Then There Were None (1974)
- The Spiral Staircase (1975)
- Target of an Assassin (1976)
- The Sell Out (1976)
- Tomorrow Never Comes (1978)
- The House on Garibaldi Street (1979)
- The Earthling (1980)